# Giuseppe Gola (calciatore)
Giuseppe Gola, detto Benè (Chieri, 28 dicembre 1904 – ...), è stato un calciatore italiano, di ruolo difensore.

## Carriera
Ha giocato 7 gare di campionato con la maglia della Juventus, classificatasi al terzo posto nel girone finale della Divisione Nazionale 1927-1928.
Giocò con il Chieri nella stagione 1936-1937.